# Campeonato Paulista 2016
El Campeonato Paulista de Fútbol 2016 fue la 115ª edición del principal campeonato de clubes de fútbol del estado de São Paulo (Brasil). El torneo fue organizado por la Federación Paulista de Fútbol (FPF) y se extendió  desde el 31 de enero de 2016 hasta el 8 de mayo. Concedió  tres cupos para la Copa do Brasil de 2017 y dos cupos para el Campeonato Brasileño de Serie D para clubes no pertenecientes a la Serie A, Serie B o Serie C del Brasileirão.

## Sistema de juego
El Campeonato Paulista se disputa entre 20 clubes, divididos en cuatro grupos de cinco equipos cada uno. Los equipos de un grupo enfrentan a los clubes de los otros grupos. En total, cada participante disputa 15 partidos en la primera fase. Los dos primeros clasificados de cada grupo avanzan a cuartos de final, que se disputan en partido único en casa del club con mejor campaña de la primera fase. Las semifinales también son disputadas en partido único. La final se disputa en juegos de ida y vuelta, sin tener en cuenta el gol en condición de visitante.
Los tres primeros del campeonato clasificarán para la Copa de Brasil 2017. Si uno de ellos, resulta clasificado a la Copa Libertadores 2017, el cuarto ubicado será el clasificado y así, sucesivamente. Además, los dos equipos mejor ubicados que no participen en ninguna categoría del Campeonato Brasileño, clasificarán al Campeonato Brasileño Serie D de 2017. Para esta edición, descenderán 6 equipos y ascenderán 2 para la edición del 2017. Los descendidos resultarán de la tabla general que reúne a todos los equipos.

### Criterios de desempate
En caso de que haya dos o más equipos empatados en puntos al finalizar la primera fase del campeonato, los criterios de desempate son:
1. Mayor número de partidos ganados.
2. Mejor diferencia de gol.
3. Mayor número de goles a favor.
4. Menor número de tarjetas rojas recibidas.
5. Menor número de tarjetas amarillas recibidas.
6. Sorteo.

En caso de que haya dos equipos empatados en puntos al finalizar la segunda, tercera o cuarta fase (cuartos de final, semifinales y final) del campeonato, el desempate se realizará, directamente, desde tiros desde el punto penal.

## Equipos participantes

### Ascensos y descensos
| Pos. | Descendidos en la temporada 2015 |
| ---- | -------------------------------- |
| 17º  | Penapolense                      |
| 18º  | Portuguesa                       |
| 19º  | Bragantino                       |
| 20º  | Marília                          |

| Pos. | Ascendidos de la Serie A2 |
| ---- | ------------------------- |
| 1º   | Ferroviária               |
| 2º   | Novorizontino             |
| 3º   | Oeste                     |
| 4º   | Água Santa                |

### Información de los equipos
| Equipo           | Ciudad                | Estadio                 | Capacidad | Posición 2015 |
| ---------------- | --------------------- | ----------------------- | --------- | ------------- |
| Água Santa       | Diadema               | José Batista            | 5 000     | 4° (Serie A2) |
| Audax            | Osasco                | Nicolau Alayon          | 10 117    | 9º            |
| Botafogo         | Ribeirão Preto        | Santa Cruz              | 29 292    | 7°            |
| Capivariano      | Capivari              | Arena Capivari          | 19 000    | 14°           |
| Corinthians      | São Paulo             | Arena Corinthians       | 48 000    | 3º            |
| Ferroviária      | Araraquara            | Arena da Fonte Luminosa | 20 950    | 1° (Serie A2) |
| Ituano           | Itu                   | Novelli Júnior          | 18 560    | 12°           |
| Linense          | Lins                  | Gilberto Siqueira Lopes | 15 770    | 16°           |
| Mogi Mirim       | Mogi Mirim            | Vail Chaves             | 19 900    | 11º           |
| Novorizontino    | Novo Horizonte        | Jorge Ismael de Biasi   | 16 000    | 2° (Serie A2) |
| Oeste            | Itápolis              | dos Amaros              | 14 074    | 3° (Serie A2) |
| Palmeiras        | São Paulo             | Allianz Parque          | 40 199    | 2°            |
| Ponte Preta      | Campinas              | Moisés Lucarelli        | 19 728    | 5º            |
| Red Bull Brasil  | Campinas              | Moisés Lucarelli        | 19 728    | 6º            |
| Río Claro        | Río Claro             | Augusto Schmidt Filho   | 15 000    | 15º           |
| Santos           | Santos                | Vila Belmiro            | 16 798    | 1º            |
| São Bento        | Sorocaba              | Walter Ribeiro          | 13 772    | 5º            |
| São Bernardo     | São Bernardo do Campo | Primeiro de Maio        | 15 789    | 13º           |
| São Paulo        | São Paulo             | Pacaembú                | 67 428    | 4º            |
| XV de Piracicaba | Piracicaba            | Barão de Serra Negra    | 18 000    | 8º            |

## Primera fase

### Grupo A
| Pos. | Equipos   | PJ | PG | PE | PP | GF | GC | Dif. | Pts. |
| ---- | --------- | -- | -- | -- | -- | -- | -- | ---- | ---- |
| 1.   | Santos    | 15 | 9  | 5  | 1  | 28 | 14 | +14  | 32   |
| 2.   | São Bento | 15 | 7  | 6  | 2  | 21 | 11 | +10  | 27   |
| 3.   | Linense   | 15 | 4  | 8  | 3  | 21 | 19 | +2   | 20   |
| 4.   | Botafogo  | 15 | 4  | 7  | 4  | 15 | 14 | +1   | 19   |
| 5.   | Oeste     | 15 | 3  | 4  | 8  | 13 | 19 | -6   | 13   |

### Grupo B
| Pos. | Equipos       | PJ | PG | PE | PP | GF | GC | Dif. | Pts. |
| ---- | ------------- | -- | -- | -- | -- | -- | -- | ---- | ---- |
| 1.   | Palmeiras     | 15 | 7  | 3  | 5  | 25 | 17 | +8   | 24   |
| 2.   | São Bernardo  | 15 | 6  | 5  | 4  | 22 | 21 | +1   | 23   |
| 3.   | Ponte Preta   | 15 | 6  | 4  | 5  | 22 | 16 | +6   | 22   |
| 4.   | Ituano        | 15 | 6  | 4  | 5  | 19 | 19 | 0    | 22   |
| 5.   | Novorizontino | 15 | 5  | 6  | 4  | 24 | 21 | +3   | 21   |

### Grupo C
| Pos. | Equipos          | PJ | PG | PE | PP | GF | GC | Dif. | Pts. |
| ---- | ---------------- | -- | -- | -- | -- | -- | -- | ---- | ---- |
| 1.   | Audax            | 15 | 7  | 3  | 5  | 25 | 21 | +4   | 24   |
| 2.   | São Paulo        | 15 | 6  | 4  | 5  | 17 | 14 | +3   | 22   |
| 3.   | Ferroviária      | 15 | 5  | 2  | 8  | 19 | 21 | -2   | 17   |
| 4.   | XV de Piracicaba | 15 | 3  | 6  | 6  | 12 | 19 | -7   | 15   |
| 5.   | Capivariano      | 15 | 2  | 4  | 9  | 17 | 34 | -17  | 10   |

### Grupo D
| Pos. | Equipos         | PJ | PG | PE | PP | GF | GC | Dif. | Pts. |
| ---- | --------------- | -- | -- | -- | -- | -- | -- | ---- | ---- |
| 1.   | Corinthians     | 15 | 11 | 2  | 2  | 26 | 8  | +18  | 35   |
| 2.   | Red Bull Brasil | 15 | 7  | 1  | 7  | 24 | 22 | +2   | 22   |
| 3.   | Água Santa      | 15 | 4  | 4  | 7  | 16 | 28 | -12  | 16   |
| 4.   | Mogi Mirim      | 15 | 4  | 3  | 8  | 12 | 13 | -11  | 15   |
| 5.   | Río Claro       | 15 | 2  | 3  | 10 | 9  | 26 | -17  | 9    |

|  |                                 |
|  | Clasificado a cuartos de final. |
|  | Eliminados                      |

### Resultados
- Los estadios y horarios del torneo se encuentra en la página oficial de la FPF.[4]

- La hora de cada encuentro corresponde al huso horario correspondiente al Estado de São Paulo (UTC-5).

| Água Santa      | 1 - 0 | Ferroviária      | José Batista             | 30 de enero | 16:00 |
| Santos          | 1 - 1 | São Bernardo     | Vila Belmiro             | 30 de enero | 17:00 |
| São Bento       | 1 - 1 | Ituano           | Municipal Walter Ribeiro | 30 de enero | 17:00 |
| Oeste           | 3 - 1 | Ponte Preta      | dos Amaros               | 30 de enero | 19:30 |
| Red Bull Brasil | 1 - 1 | São Paulo        | Moisés Lucarelli         | 30 de enero | 19:30 |
| Río Claro       | 2 - 2 | Capivariano      | Augusto Schmidt Filho    | 30 de enero | 21:00 |
| Mogi Mirim      | 1 - 2 | Audax            | Vail Chaves              | 31 de enero | 11:00 |
| Corinthians     | 1 - 0 | XV de Piracicaba | Arena Corinthians        | 31 de enero | 17:00 |
| Linense         | 2 - 2 | Novorizontino    | Gilberto Siqueira Lopes  | 31 de enero | 19:30 |
| Botafogo        | 0 - 2 | Palmeiras        | Santa Cruz               | 31 de enero | 19:30 |

| São Bernardo     | 1 - 0 | Oeste           | Primeiro de Maio        | 2 de febrero  | 19:00 |
| Capivariano      | 0 - 2 | Red Bull Brasil | Arena Capivari          | 3 de febrero  | 19:30 |
| Ituano           | 1 - 1 | Linense         | Novelli Júnior          | 3 de febrero  | 20:00 |
| Ponte Preta      | 0 - 2 | Santos          | Moisés Lucarelli        | 3 de febrero  | 21:45 |
| Ferroviária      | 2 - 1 | Mogi Mirim      | Arena da Fonte Luminosa | 4 de febrero  | 18:30 |
| Audax            | 0 - 1 | Corinthians     | José Liberatti          | 4 de febrero  | 19:30 |
| Novorizontino    | 1 - 1 | Botafogo        | Jorge Ismael de Biasi   | 4 de febrero  | 19:30 |
| Palmeiras        | 2 - 2 | São Bento       | Pacaembú                | 4 de febrero  | 21:00 |
| São Paulo        | 4 - 0 | Água Santa      | Pacaembú                | 6 de febrero  | 17:00 |
| XV de Piracicaba | 1 - 2 | Río Claro       | Barão de Serra Negra    | 17 de febrero | 17:00 |

| Santos           | 2 - 1 | Ituano          | Vila Belmiro             | 6 de febrero  | 11:00 |
| Audax            | 3 - 2 | Red Bull Brasil | José Liberatti           | 10 de febrero | 17:00 |
| São Bento        | 1 - 0 | Novorizontino   | Municipal Walter Ribeiro | 10 de febrero | 17:00 |
| Linense          | 2 - 2 | Ponte Preta     | Gilberto Siqueira Lopes  | 10 de febrero | 19:30 |
| Oeste            | 0 - 0 | Palmeiras       | Anísio Haddad            | 10 de febrero | 21:45 |
| Ferroviária      | 3 - 1 | Río Claro       | Arena da Fonte Luminosa  | 10 de febrero | 21:45 |
| Botafogo         | 1 - 1 | São Bernardo    | Santa Cruz               | 11 de febrero | 18:30 |
| XV de Piracicaba | 0 - 0 | Água Santa      | Barão de Serra Negra     | 11 de febrero | 19:00 |
| Corinthians      | 2 - 1 | Capivariano     | Arena Corinthians        | 11 de febrero | 21:00 |
| São Paulo        | 2 - 0 | Mogi Mirim      | Pacaembú                 | 1 de marzo    | 20:30 |

| Ituano          | 1 - 0 | Oeste            | Novelli Júnior           | 13 de febrero | 17:00 |
| Palmeiras       | 1 - 2 | Linense          | Allianz Parque           | 13 de febrero | 17:00 |
| Río Claro       | 0 - 2 | Audax            | Augusto Schmidt Filho    | 13 de febrero | 19:00 |
| Red Bull Brasil | 0 - 3 | Ferroviária      | Moisés Lucarelli         | 13 de febrero | 21:00 |
| Novorizontino   | 3 - 3 | Santos           | Jorge Ismael de Biasi    | 13 de febrero | 21:00 |
| São Bento       | 3 - 0 | São Bernardo     | Municipal Walter Ribeiro | 14 de febrero | 11:00 |
| Água Santa      | 4 - 1 | Capivariano      | José Batista             | 14 de febrero | 16:00 |
| Corinthians     | 2 - 0 | São Paulo        | Arena Corinthians        | 14 de febrero | 17:00 |
| Ponte Preta     | 1 - 1 | Botafogo         | Moisés Lucarelli         | 14 de febrero | 19:30 |
| Mogi Mirim      | 0 - 0 | XV de Piracicaba | Vail Chaves              | 14 de febrero | 19:30 |

| Capivariano      | 1 - 2 | Mogi Mirim      | Arena Capivari          | 20 de febrero | 17:00 |
| São Bernardo     | 1 - 1 | Linense         | Primeiro de Maio        | 20 de febrero | 17:00 |
| Palmeiras        | 0 - 0 | Santos          | Allianz Parque          | 20 de febrero | 17:00 |
| XV de Piracicaba | 2 - 1 | Red Bull Brasil | Barão de Serra Negra    | 20 de febrero | 19:00 |
| Ponte Preta      | 0 - 0 | São Bento       | Moisés Lucarelli        | 20 de febrero | 19:30 |
| Audax            | 1 - 2 | Água Santa      | José Liberatti          | 20 de febrero | 21:00 |
| Novorizontino    | 1 - 1 | Oeste           | Jorge Ismael de Biasi   | 21 de febrero | 11:00 |
| São Paulo        | 1 - 0 | Río Claro       | Pacaembú                | 21 de febrero | 17:00 |
| Ferroviária      | 2 - 2 | Corinthians     | Arena da Fonte Luminosa | 21 de febrero | 19:30 |
| Botafogo         | 4 - 0 | Ituano          | Santa Cruz              | 21 de febrero | 19:30 |

| Capivariano      | 2 - 0 | São Bernardo    | Arena Capivari          | 24 de febrero | 17:00 |
| Linense          | 4 - 0 | Água Santa      | Gilberto Siqueira Lopes | 24 de febrero | 17:00 |
| São Paulo        | 2 - 0 | Novorizontino   | Pacaembú                | 24 de febrero | 19:30 |
| Botafogo         | 0 - 2 | Red Bull Brasil | Santa Cruz              | 24 de febrero | 19:30 |
| Oeste            | 1 - 2 | Río Claro       | dos Amaros              | 24 de febrero | 21:45 |
| Audax            | 1 - 3 | Ponte Preta     | José Liberatti          | 24 de febrero | 21:45 |
| São Bento        | 1 - 1 | Corinthians     | Walter Ribeiro          | 24 de febrero | 21:45 |
| Ituano           | 3 - 2 | Ferroviária     | Novelli Junior          | 25 de febrero | 19:00 |
| Santos           | 4 - 1 | Mogi Mirim      | Pacaembú                | 25 de febrero | 19:30 |
| XV de Piracicaba | 1 - 4 | Palmeiras       | Barão de Serra Negra    | 25 de febrero | 21:30 |

| Mogi Mirim      | 3 - 1 | Linense          | Vail Chaves            | 17 de febrero | 19:30 |
| Água Santa      | 2 - 2 | São Bento        | José Batista           | 27 de febrero | 15:00 |
| Novorizontino   | 3 - 2 | Audax            | Jorge Ismael de Biasi  | 27 de febrero | 18:30 |
| Ponte Preta     | 1 - 0 | São Paulo        | Moisés Lucarelli       | 27 de febrero | 19:30 |
| Corinthians     | 1 - 0 | Oeste            | Arena Corinthians      | 27 de febrero | 21:00 |
| Río Claro       | 0 - 0 | Botafogo         | Augusto Schimidt Filho | 28 de febrero | 11:00 |
| Palmeiras       | 1 - 2 | Ferroviária      | Allianz Parque         | 28 de febrero | 17:00 |
| Ituano          | 2 - 1 | Capivariano      | Novelli Junior         | 28 de febrero | 19:30 |
| São Bernardo    | 1 - 2 | XV de Piracicaba | Primeiro de Maio       | 28 de febrero | 19:30 |
| Red Bull Brasil | 2 - 0 | Santos           | Martins Pereira        | 28 de febrero | 19:30 |

| Oeste           | 1 - 0 | Água Santa       | dos Amaros              | 5 de marzo | 16:00 |
| São Paulo       | 1 - 3 | São Bernardo     | Pacaembú                | 5 de marzo | 16:00 |
| Botafogo        | 2 - 0 | Mogi Mirim       | Santa Cruz              | 5 de marzo | 16:00 |
| Ponte Preta     | 0 - 1 | XV de Piracicaba | Moisés Lucarelli        | 5 de marzo | 18:30 |
| Audax           | 2 - 0 | Ituano           | José Liberatti          | 5 de marzo | 20:30 |
| Santos          | 2 - 0 | Corinthians      | Vila Belmiro            | 6 de marzo | 16:00 |
| Palmeiras       | 4 - 1 | Capivariano      | Allianz Parque          | 6 de marzo | 16:00 |
| Río Claro       | 0 - 1 | Linense          | Augusto Schimidt Filho  | 6 de marzo | 18:30 |
| Ferroviária     | 1 - 2 | Novorizontino    | Arena da Fonte Luminosa | 6 de marzo | 18:30 |
| Red Bull Brasil | 2 - 0 | São Bento        | Moisés Lucarelli        | 6 de marzo | 18:30 |

| Linense          | 0 - 3 | Red Bull Brasil | Gilberto Siqueira Lopes | 12 de marzo | 10:00 |
| São Bento        | 3 - 0 | Río Claro       | Walter Ribeiro          | 12 de marzo | 16:00 |
| XV de Piracicaba | 1 - 4 | Ituano          | Barão de Serra Negra    | 12 de marzo | 16:30 |
| Ponte Preta      | 2 - 1 | Ferroviária     | Moisés Lucarelli        | 12 de marzo | 18:30 |
| Santos           | 1 - 0 | Água Santa      | Pacaembú                | 12 de marzo | 18:30 |
| São Paulo        | 0 - 2 | Palmeiras       | Pacaembú                | 13 de marzo | 11:00 |
| Capivariano      | 2 - 2 | Novorizontino   | Arena Capivari          | 13 de marzo | 16:00 |
| Botafogo         | 0 - 3 | Corinthians     | Santa Cruz              | 13 de marzo | 16:00 |
| São Bernardo     | 3 - 3 | Audax           | Primeiro de Maio        | 13 de marzo | 18:30 |
| Mogi Mirim       | 0 - 0 | Oeste           | Vail Chaves             | 13 de marzo | 18:30 |

| Água Santa      | 1 - 1 | Botafogo         | José Batista            | 19 de marzo | 15:00 |
| Novorizontino   | 1 - 1 | XV de Piracicaba | Jorge Ismael de Biasi   | 19 de marzo | 16:00 |
| Corinthians     | 4 - 0 | Linense          | Arena Corinthians       | 19 de marzo | 16:00 |
| Red Bull Brasil | 2 - 3 | Oeste            | Moisés Lucarelli        | 19 de marzo | 16:30 |
| Capivariano     | 0 - 0 | Ponte Preta      | Arena Capivari          | 19 de marzo | 18:30 |
| Mogi Mirim      | 0 - 3 | São Bento        | Vail Chaves             | 19 de marzo | 18:30 |
| Ituano          | 1 - 1 | São Paulo        | Novelli Junior          | 20 de marzo | 16:00 |
| Audax           | 2 - 1 | Palmeiras        | José Liberatti          | 20 de marzo | 18:30 |
| Ferroviária     | 0 - 2 | São Bernardo     | Arena da Fonte Luminosa | 20 de marzo | 18:30 |
| Río Claro       | 0 - 0 | Santos           | Augusto Schimidt Filho  | 20 de marzo | 19:30 |

| XV de Piracicaba | 0 - 1 | Santos          | Barão de Serra Negra  | 15 de marzo | 19:30 |
| Oeste            | 1 - 2 | Capivariano     | dos Amaros            | 23 de marzo | 17:00 |
| Ituano           | 2 - 1 | Río Claro       | Novelli Junior        | 23 de marzo | 19:30 |
| Audax            | 0 - 0 | Linense         | José Liberatti        | 23 de marzo | 19:30 |
| Ponte Preta      | 0 - 1 | Mogi Mirim      | Moisés Lucarelli      | 23 de marzo | 19:30 |
| São Bento        | 1 - 0 | Ferroviária     | Walter Ribeiro        | 23 de marzo | 20:00 |
| São Bernardo     | 0 - 3 | Corinthians     | Primeiro de Maio      | 23 de marzo | 21:00 |
| São Paulo        | 1 - 0 | Botafogo        | Pacaembú              | 23 de marzo | 21:45 |
| Palmeiras        | 1 - 2 | Red Bull Brasil | Pacaembú              | 24 de marzo | 20:30 |
| Novorizontino    | 4 - 0 | Água Santa      | Jorge Ismael de Biasi | 24 de marzo | 21:30 |

| Río Claro       | 1 - 4 | São Bernardo     | Augusto Schimidt Filho  | 26 de marzo | 16:00 |
| Ferroviária     | 2 - 0 | Oeste            | Arena da Fonte Luminosa | 26 de marzo | 16:00 |
| Linense         | 5 - 0 | Capivariano      | Gilberto Siqueira Lopes | 26 de marzo | 18:30 |
| Botafogo        | 1 - 1 | Audax            | Santa Cruz              | 26 de marzo | 18:30 |
| Corinthians     | 1 - 0 | Ituano           | Arena Corinthians       | 26 de marzo | 21:00 |
| São Bento       | 1 - 0 | XV de Piracicaba | Walter Ribeiro          | 27 de marzo | 10:00 |
| Água Santa      | 4 - 1 | Palmeiras        | Paulo Constantino       | 27 de marzo | 16:00 |
| Red Bull Brasil | 0 - 3 | Ponte Preta      | Moisés Lucarelli        | 27 de marzo | 18:30 |
| Santos          | 1 - 1 | São Paulo        | Vila Belmiro            | 27 de marzo | 18:30 |
| Mogi Mirim      | 0 - 3 | Novorizontino    | Vail Chaves             | 27 de marzo | 18:30 |

| Água Santa       | 0 - 0 | Ituano        | José Batista         | 30 de marzo | 15:00 |
| XV de Piracicaba | 1 - 1 | Botafogo      | Barão de Serra Negra | 30 de marzo | 17:00 |
| Linense          | 1 - 1 | São Paulo     | Anísio Haddad        | 30 de marzo | 19:30 |
| Capivariano      | 1 - 1 | São Bento     | Arena Capivari       | 30 de marzo | 19:30 |
| Oeste            | 1 - 3 | Audax         | dos Amaros           | 30 de marzo | 19:30 |
| Corinthians      | 2 - 1 | Ponte Preta   | Arena Corinthians    | 30 de marzo | 21:45 |
| São Bernardo     | 1 - 1 | Mogi Mirim    | Primeiro de Maio     | 31 de marzo | 17:00 |
| Red Bull Brasil  | 2 - 0 | Novorizontino | Moisés Lucarelli     | 31 de marzo | 20:30 |
| Palmeiras        | 3 - 0 | Río Claro     | Pacaembú             | 31 de marzo | 20:30 |
| Santos           | 4 - 1 | Ferroviária   | Vila Belmiro         | 31 de marzo | 21:30 |

| Audax            | 2 - 1 | São Bento       | José Liberatti          | 2 de abril | 10:00 |
| Ponte Preta      | 7 - 2 | Água Santa      | Moisés Lucarelli        | 2 de abril | 16:00 |
| São Paulo        | 2 - 1 | Oeste           | Morumbí                 | 2 de abril | 18:30 |
| XV de Piracicaba | 1 - 1 | Linense         | Barão de Serra Negra    | 3 de abril | 11:00 |
| São Bernardo     | 3 - 2 | Red Bull Brasil | Primeiro de Maio        | 3 de abril | 16:00 |
| Palmeiras        | 1 - 0 | Corinthians     | Pacaembú                | 3 de abril | 16:00 |
| Capivariano      | 3 - 5 | Santos          | Arena Capivari          | 3 de abril | 18:30 |
| Ituano           | 0 - 1 | Mogi Mirim      | Novelli Junior          | 3 de abril | 18:30 |
| Ferroviária      | 0 - 1 | Botafogo        | Arena da Fonte Luminosa | 3 de abril | 18:30 |
| Novorizontino    | 2 - 0 | Río Claro       | Jorge Ismael de Biasi   | 3 de abril | 18:30 |

| Río Claro       | 0 - 1 | Ponte Preta      | Augusto Schimidt Filho  | 10 de abril | 16:00 |
| Oeste           | 1 - 1 | XV de Piracicaba | dos Amaros              | 10 de abril | 16:00 |
| Linense         | 0 - 0 | Ferroviária      | Gilberto Siqueira Lopes | 10 de abril | 16:00 |
| Botafogo        | 2 - 0 | Capivariano      | Santa Cruz              | 10 de abril | 16:00 |
| São Bento       | 1 - 0 | São Paulo        | Walter Ribeiro          | 10 de abril | 16:00 |
| Mogi Mirim      | 1 - 2 | Palmieras        | Vail Chaves             | 10 de abril | 16:00 |
| Água Santa      | 0 - 1 | São Bernardo     | José Batista            | 10 de abril | 16:00 |
| Red Bull Brasil | 1 - 3 | Ituano           | Moisés Lucarelli        | 10 de abril | 16:00 |
| Corinthians     | 3 - 0 | Novorizontino    | Arena Corinthians       | 10 de abril | 16:00 |
| Santos          | 2 - 1 | Audax            | Vila Belmiro            | 10 de abril | 16:00 |

## Fase final
|  | Cuartos de final           | Cuartos de final           |             |       | Semifinales | Semifinales |  |  | Final                 | Final                 | Final                 |
|  | 16 de abril al 18 de abril | 16 de abril al 18 de abril |             |       | 24 de abril | 24 de abril |  |  | 1 de mayo y 8 de mayo | 1 de mayo y 8 de mayo | 1 de mayo y 8 de mayo |
|  |                            |                            |             |       |             |             |  |  |                       |                       |                       |
|  |                            |                            |             |       |             |             |  |  |                       |                       |                       |
|  |                            |                            |             |       |             |             |  |  |                       |                       |                       |
|  | Corinthians                | 4                          |             |       |             |             |  |  |                       |                       |                       |
|  | Corinthians                | 4                          |             |       |             |             |  |  |                       |                       |                       |
|  | Red Bull Brasil            | 0                          |             |       |             |             |  |  |                       |                       |                       |
|  | Red Bull Brasil            | 0                          | Corinthians | 2 (1) |             |             |  |  |                       |                       |                       |
|  |                            |                            | Corinthians | 2 (1) |             |             |  |  |                       |                       |                       |
|  |                            | Audax (p.)                 | 2 (4)       |       |             |             |  |  |                       |                       |                       |
|  | Audax                      | Audax (p.)                 | 2 (4)       | 4     |             |             |  |  |                       |                       |                       |
|  | Audax                      |                            |             | 4     |             |             |  |  |                       |                       |                       |
|  | São Paulo                  | 1                          |             |       |             |             |  |  |                       |                       |                       |
|  | São Paulo                  | 1                          | Audax       | 1     | 0           |             |  |  |                       |                       |                       |
|  |                            |                            | Audax       | 1     | 0           |             |  |  |                       |                       |                       |
|  |                            | Santos                     | 1           | 1     |             |             |  |  |                       |                       |                       |
|  | Santos                     | Santos                     | 1           | 1     | 2           |             |  |  |                       |                       |                       |
|  | Santos                     |                            |             |       |             |             |  |  |                       |                       |                       |
|  | São Bento                  | 0                          |             |       |             |             |  |  |                       |                       |                       |
|  | São Bento                  | 0                          | Santos (p.) | 2 (3) |             |             |  |  |                       |                       |                       |
|  |                            |                            | Santos (p.) | 2 (3) |             |             |  |  |                       |                       |                       |
|  |                            | Palmeiras                  | 2 (2)       |       |             |             |  |  |                       |                       |                       |
|  | Palmeiras                  | Palmeiras                  | 2 (2)       | 2     |             |             |  |  |                       |                       |                       |
|  | Palmeiras                  |                            |             | 2     |             |             |  |  |                       |                       |                       |
|  | São Bernardo               | 0                          |             |       |             |             |  |  |                       |                       |                       |
|  | São Bernardo               | 0                          |             |       |             |             |  |  |                       |                       |                       |

### Cuartos de final
| 16 de abril de 2016, 16:20 | Corinthians                                                            | 4:0 (2:0) | Red Bull Brasil | Arena Corinthians, São Paulo        |                                     |
|                            | Giovanni Augusto 17' · André Felipe 40' · Alan Mineiro 68' · Lucca 68' | Reporte   |                 | Árbitro(s): Luiz Flávio de Oliveira | Árbitro(s): Luiz Flávio de Oliveira |

| 16 de abril de 2016, 18:30 | Santos             | 2:0 (0:0) | São Bento | Estadio Vila Belmiro, Santos               |                                            |
|                            | Vitor Bueno 8' 41' | Reporte   |           | Árbitro(s): Vinícius Gonçalves Dias Araújo | Árbitro(s): Vinícius Gonçalves Dias Araújo |

| 17 de abril de 2016, 18:30 | Audax                                  | 4:1 (2:1) | São Paulo   | Estadio José Liberatti, Osasco       |                                      |
|                            | Ytalo 26' 41' · Mike 50' · Juninho 69' | Reporte   | Calleri 34' | Árbitro(s): José Cláudio Rocha Filho | Árbitro(s): José Cláudio Rocha Filho |

| 18 de abril de 2016, 21:00 | Palmeiras                          | 2:0 (1:0) | São Bernardo | Allianz Parque, São Paulo   |                             |
|                            | Alecsandro 35' · Gabriel Jesus 86' | Reporte   |              | Árbitro(s): Vinicius Furlan | Árbitro(s): Vinicius Furlan |

### Semifinales
| 23 de abril de 2016, 18:00 | Corinthians                         | 2:2 (0:1) (1:4 p.)         | Audax                              | Arena Corinthians, São Paulo      |                                   |
|                            | André Felipe 51' 78'                | Reporte                    | Bruno Paulo 25' · Danilo 70'       | Árbitro(s): Thiago Duarte Peixoto | Árbitro(s): Thiago Duarte Peixoto |
|                            |                                     | Tiros desde el punto penal |                                    |                                   |                                   |
|                            | André Felipe · Fagner · Rodriguinho |                            | Velicka · Danilo · Ytalo · Camacho |                                   |                                   |

| 24 de abril de 2016, 16:00 | Santos                                         | 2:2 (1:0) (3:2 p.)         | Palmeiras                                                         | Estadio Vila Belmiro, Santos           |                                        |
|                            | Gabriel 39' 74'                                | Reporte                    | Rafael Marques 87' 88'                                            | Árbitro(s): Marcelo Aparecido de Souza | Árbitro(s): Marcelo Aparecido de Souza |
|                            |                                                | Tiros desde el punto penal |                                                                   |                                        |                                        |
|                            | Lucas Lima · David Braz · Zeca · Victor Ferraz |                            | Cleiton Xavier · Barrios · Jean · Rafael Marques · Fernando Prass |                                        |                                        |

### Final
| 1 de mayo de 2016, 16:00 | Audax    | 1:1 (1:0) | Santos             | Estadio José Liberatti, Osasco        |                                       |
|                          | Mike 57' | Reporte   | Ronaldo Mendes 79' | Árbitro(s): Flávio Rodrigues de Souza | Árbitro(s): Flávio Rodrigues de Souza |

| 8 de mayo de 2016, 16:00 | Santos               | 1:0 (1:0) | Audax | Estadio Vila Belmiro, Santos |                           |
|                          | Ricardo Oliveira 44' | Reporte   |       | Árbitro(s): Raphael Claus    | Árbitro(s): Raphael Claus |

| Bandera del estado de São Paulo |
| Campeón                         |
| Santos 22.do título             |

## Clasificación general
- El campeonato otorga tres cupos para la Copa de Brasil 2017 y, si algún equipo lo tiene garantizado por otra vía, pasará al siguiente en la clasificación general. Además, otorga tres cupos para la Serie D 2017 a los equipos que no se encuentren en ninguna de las demás categorías.

| Pos. | Equipos          | Gr. | PJ | PG | PE | PP | GF | GC | Dif. | Pts. |
| ---- | ---------------- | --- | -- | -- | -- | -- | -- | -- | ---- | ---- |
| 1.   | Santos           | A   | 19 | 11 | 7  | 1  | 34 | 17 | 17   | 40   |
| 2.   | Audax            | C   | 19 | 8  | 5  | 6  | 32 | 26 | 6    | 29   |
| 3.   | Corinthians      | D   | 17 | 12 | 3  | 2  | 32 | 10 | +22  | 39   |
| 4.   | Palmeiras        | B   | 17 | 8  | 4  | 5  | 31 | 21 | +10  | 28   |
| 5.   | São Bento        | A   | 16 | 7  | 6  | 3  | 21 | 13 | +8   | 27   |
| 6.   | São Bernardo     | B   | 16 | 6  | 5  | 5  | 22 | 23 | -1   | 23   |
| 7.   | Red Bull Brasil  | D   | 16 | 7  | 1  | 8  | 24 | 26 | -2   | 22   |
| 8.   | São Paulo        | C   | 16 | 6  | 4  | 6  | 18 | 18 | 0    | 22   |
| 9.   | Ponte Preta      | B   | 15 | 6  | 4  | 5  | 22 | 16 | +6   | 22   |
| 10.  | Ituano           | B   | 15 | 6  | 4  | 5  | 19 | 19 | 0    | 22   |
| 11.  | Novorizontino    | B   | 15 | 5  | 6  | 4  | 24 | 21 | +3   | 21   |
| 12.  | Linense          | A   | 15 | 4  | 8  | 3  | 21 | 19 | +2   | 20   |
| 13.  | Botafogo         | A   | 15 | 4  | 7  | 4  | 15 | 14 | +1   | 19   |
| 14.  | Ferroviária      | C   | 15 | 5  | 2  | 8  | 19 | 21 | -2   | 17   |
| 15.  | Água Santa       | D   | 15 | 4  | 4  | 7  | 16 | 28 | -12  | 16   |
| 16.  | Mogi Mirim       | D   | 15 | 4  | 3  | 8  | 12 | 13 | -11  | 15   |
| 17.  | XV de Piracicaba | C   | 15 | 3  | 6  | 6  | 12 | 19 | -7   | 15   |
| 18.  | Oeste            | A   | 15 | 3  | 4  | 8  | 13 | 19 | -6   | 13   |
| 19.  | Capivariano      | C   | 15 | 2  | 4  | 9  | 17 | 34 | -17  | 10   |
| 20.  | Río Claro        | D   | 15 | 2  | 3  | 10 | 9  | 26 | -17  | 9    |

|  | |
|  | Campeón. |
|  | Subcampeón, clasificado a la Copa de Brasil 2017, clasificado a la Serie D 2016 y clasificado a la Serie D 2017. |
|  | Clasificado a la Copa de Brasil 2017.                                                                            |
|  | Clasificado a la Copa de Brasil 2017 y clasificado a la Serie D 2016.                                            |
|  | Clasificado a la Serie D 2017.                                                                                   |
|  | Descendidos al Campeonato Paulista - A2 2017                                                                     |